# Kaestlea travancorica
Kaestlea travancorica — вид сцинкоподібних ящірок родини сцинкових (Scincidae). Ендемік Індії.

## Поширення і екологія
Kaestlea travancorica мешкають в Західних Гатах на півдні Індії, на території штатів Керала і Тамілнад. Вони живуть у вологих гірських тропічних лісах та на узліссях, серед опалого листя та під камінням. Зустрічаються на висоті від 1000 до 1700 м над рівнем моря.